# Анастомоз
Анастомо́з (от греч. ἀναστόμωσις — отверстие, выход) — соединение, особенно между сосудами, полыми органами и полостями, которые обычно отделены друг от друга или разветвляются. В анатомии — место соединения полых органов (например овальное окно в сердце или артериовенозный свищ), в хирургии — созданное путём операции сообщение между сосудами, органами или полостями (восстановление заблокированного анастомоза называется реанастомозом).

## У животных
Соединения между нервами, мышцами, кровеносными или лимфатическими сосудами. Анастомоз между артериями и венами без образования капиллярных сетей — артериовенозные — имеют значение в регуляции кровоснабжения органов.
Много анастомозов образует внутренняя сонная артерия.

## В хирургии
В клинике анастомозом называют искусственное или развившееся в результате патологического процесса сообщение (соустье) между полыми органами.

## У высших растений

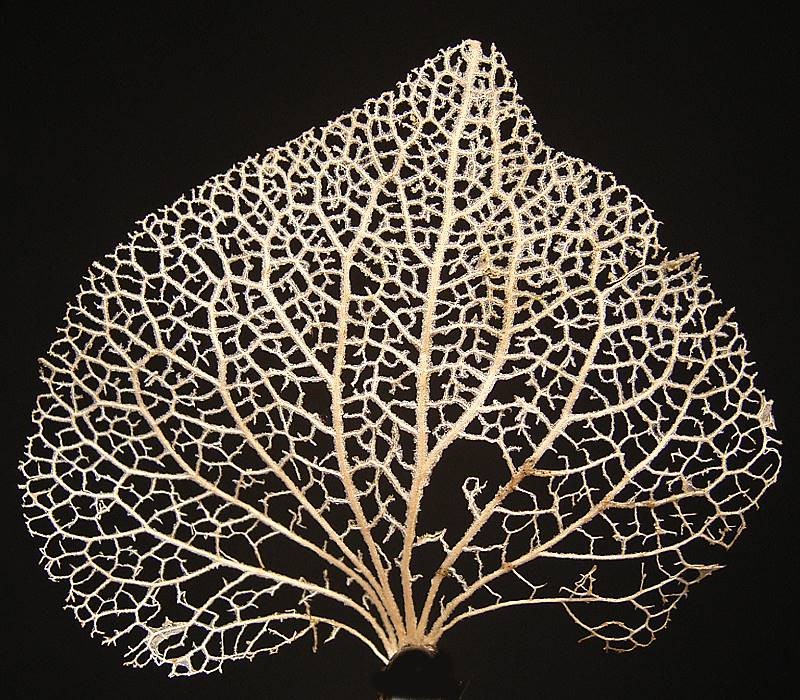
Скелет жилок листа гортензии с анастомозами

Соединение трубчатых структур, например жилок в листьях, разветвлений млечников и т. д.

## У грибов
Соединение или срастание двух гиф грибницы с установлением сообщения между ними. Происходит при недостатке питания и играет роль в образовании диплоидного мицелия и гетерокариона гаплоидного мицелия, так как через анастомоз клеточные ядра перемещаются из одной клетки в другую.
У некоторых грибов (сем. Russulaceae) имеются орнаментированные споры, анастомозы в этом случае могут находиться между отдельными элементами орнамента.
Также встречаются анастомозы между пластинками, например, у Lactarius acerrimus.